# 明化镇
明化镇，是中华人民共和国河北省邢台市南宫市下辖的一个乡镇级行政单位。

## 行政区划
明化镇下辖以下地区：
明化镇村、大杨家庄村、马军寨村、石家状村、曹家寨村、沙里寨村、唐家堤村、郑家堤村、赫家堤村、路家营村、东乔村、西乔村、南唐村、北唐村、卜吉屯村、常寨村、李家集村、大辛庄村、小辛庄村、北王家庄村、前刘家邱村、后刘家邱村、杨家邱村、于家庄村、孙家屯村、胡家邱村和大寨村。